# Cuadrante (moneda)
El quadrans o cuadrante fue una moneda romana de cobre, antes llamada Triuncis, porque constaba de tres onzas, cuarta parte del as.  

## Características
El cuadrante era una moneda pequeña pero gruesa, en su anverso tenía la efigie de Hércules tocado de la piel de león, en el sistema semuncial, en tiempos del Alto Imperio, se continuó acuñando con el mismo valor (¼ de as), pero siendo una moneda más pequeña, actualmente se han descubierto varios cuadrantes diversos en diseño. 
Su sello también se componía, por una parte, de la cabeza de Jano bifronte, y por la otra, una barca o nave pequeña, por lo cual se les decía Ratites y en algunas se divisan tres puntos redondos para denotar las tres onzas de su peso, pero los hallazgos de este tipo son escasos. 

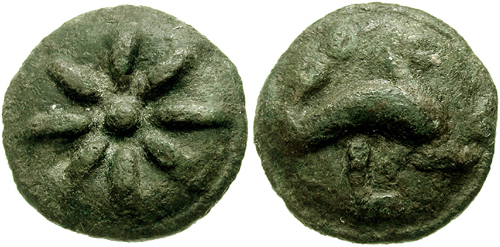
Teruncius (Apulia, Lucera)
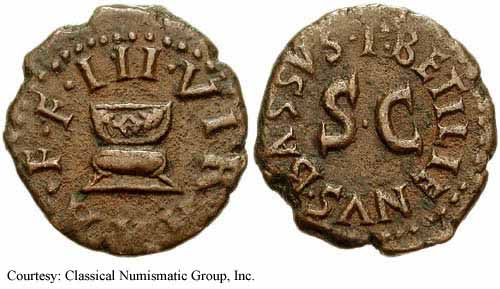
Quadrans de Augusto
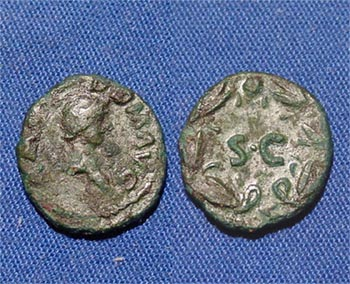
Quadrans de Domiciano